# تشارلز هاستينغز دويل
سير تشارلز هاستينغز دويل (بالإنجليزية: Charles Hastings Doyle)‏، ( إبريل 1804 – 19 مارس 1883) كان ضابطًا في الجيش البريطاني والحاكم العام الثاني لنوفا سكوشا بعد تفكك الكونفدرالية والحاكم العام الأول لنيو برونزويك.
ولد في لندن، إنجلترا، وكان الابن الأكبر للفريق سير تشارلز ويليام دويل وصوفيا كرامر كوجهيل، ودرس في أكاديمية ساندهيرست العسكرية الملكية ثم التحق بالجيش كحامل راية في كتيبة المشاة الرابعة والعشرين والثانية في وارويكشاير في 23 ديسمبر 1819. وترقى إلى رتبة ملازم في 27 سبتمبر 1822 ثم نقيب في 16 يونيو 1825، ونال بريفيه رتبة رائد في 28 يونيو 1838. ومع ترقيه في الرتب وصل إلى رتبة لواء في 1860.

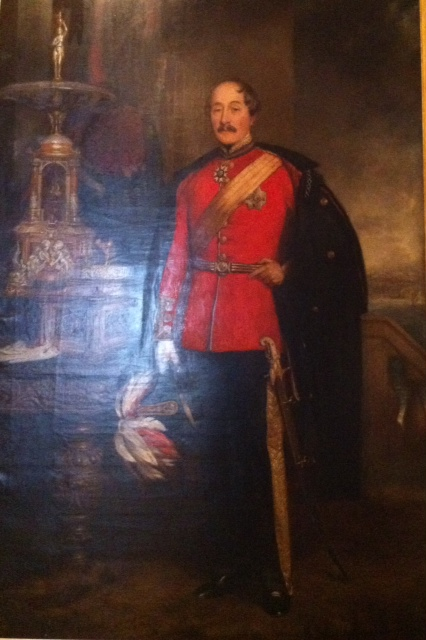
تشارلز هاستينغز دويل، بواسطة أدولفوس روبرت فينابلز، مجلس المقاطعة (نوفا سكوشا)، كندا

بعد خدمته في حرب القرم تم تعيينه في نوفا سكوشا وخلال الحرب الأهلية الأمريكية قام بحل قضية تشيسابيك التي وقعت في هاليفاكس. بعد ذلك قام تشارلز هاستينغز دويل بمواجهة خطر هجمات فينيان على مقاطعات كندا الساحلية عن طريق إنهاء هجمة جزيرة كامبوبيلو (1866). وبحلول أبريل 1866 كان غزو فينيان لنيو برونزويك على أشده، واستجاب دويل سريعًا لطلب المساعدة العسكرية الذي أصدره جوردن، الحاكم العام. وفي 17 أبريل 1866 ترك دويل هاليفاكس ومعه سفنًا حربية من سلاح البحرية الملكية البريطانية تحمل 700 جندي نظامي بريطاني وتحرك إلى خليج باساماكودي حيث تمركزت القوات الفينية تحت قيادة جون أوماهوني. وهذا الدليل على قوة الجيش البريطاني قد ثبط من عزيمة الفينيانين وفرق الغزاة.
وتم تعيينه كحاكم عام على نيو برونزويك في 1867 وكان هو أول حاكم عام على نيو برونزويك بعد تفكك الكونفدرالية. ومن 1867 حتى 1873، احتل منصب ثاني حاكم عام على نوفا سكوشا بعد تفكك الكونفدرالية.
في عام 1869، أصبح فريق وفارس قائد حائز على وسام القديس مايكل والقديس جورج.
ويوجد له صورة بالحجم الطبيعي رسمها أدولفوس روبرت فينابلز في مجلس المقاطعة (نوفا سكوشا).